# Фундамент (геологія)

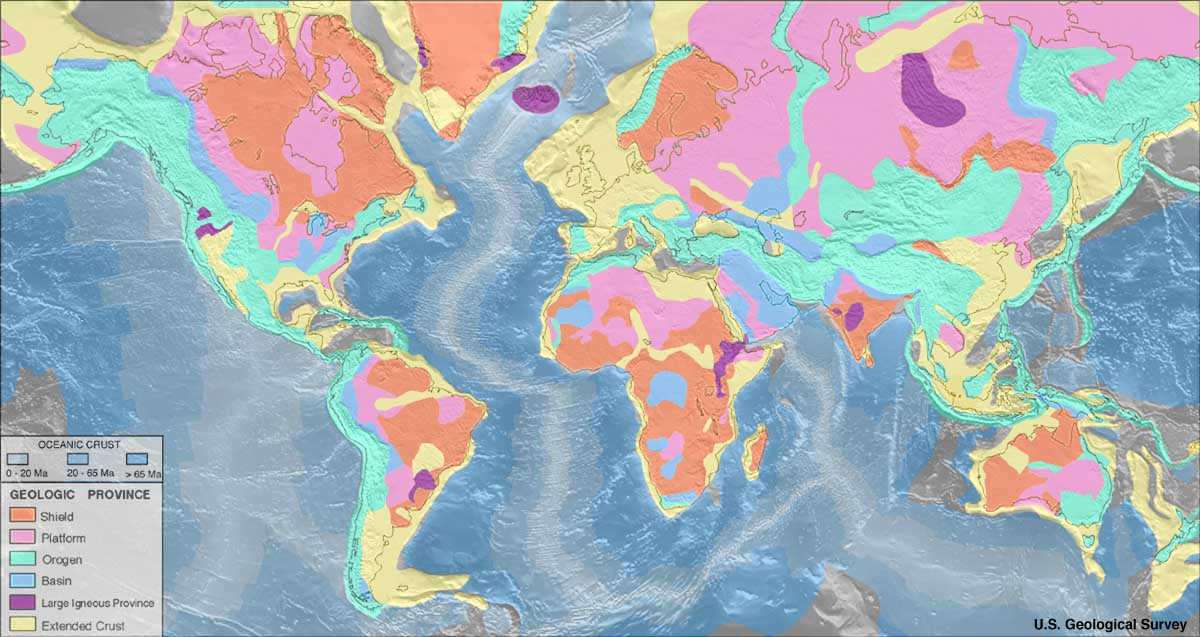
Геологічні провінції світу

Фундамент — у геології — комплекс відносно більш древніх, як правило інтенсивно складчастих та метаморфізованих порід, які складають цоколь платформ (фундамент платформи), а також еквівалентні утворення в складчастих областях та океанах.
Фундамент виник на доплатформній (геосинклінальній) стадії розвитку земної кори. Фундамент древніх платформ називають кристалічним. Фундамент молодих платформ — складчастим утворенням.
У байкальських та фанерозойських геосинклінальних областях фундаменту відповідає т. зв. комплекс основи.